# Delta Aquilae
Delta Aquilae (δ Aqulilae, förkortat Delta Aql, δ Aql)  är en dubbelstjärna belägen i den mellersta delen av stjärnbilden Örnen. Den har en skenbar magnitud på 3,37 och är synlig för blotta ögat där ljusföroreningar ej förekommer. Baserat på parallaxmätning inom Hipparcosuppdraget på ca 64,4 mas, beräknas den befinna sig på ett avstånd på ca 51 ljusår (ca 16 parsek) från solen.

## Nomenklatur
Enligt stjärnkatalogen i det tekniska memorandumet 33-507 - A Reduced Star Catalog Containing 537 Named Stars var Al Mizān namnet för tre stjärnor: δ Aql som Al Mizān I, η Aql som Al Mizān II och θ Aql som Al Mizān III. I stjärnkatalogen i kalendern Al Achsasi al Mouakket, benämndes stjärnan som Djenubi Menkib al Nesr (Mankib al-Nasr al-Janúbii), som översattes till latin som Australis Humerus Vulturis, vilket betyder "örnens södra skuldra".

## Egenskaper
Primärstjärnan Delta Aquilae A är en gul till vit underjättestjärna av spektralklass F0 IV, som anger att den är på väg att förbruka förrådet av väte i dess kärna och utvecklas till en jättestjärna. Den har en beräknad massa som är ca 70 procent  större än solens massa, en radie som är omkring dubbelt så stor som solens och utsänder från dess fotosfär ca 7 - 8 gånger mera energi än solen vid en effektiv temperatur av ca 7 000 K. Den är en Delta Scuti-variabel som uppvisar variationer i ljusstyrka som orsakas av pulsationer i dess yttre skikt.[källa behövs]
Delta Aquilae är en astrometrisk dubbelstjärna där de två stjärnorna kretsar kring varandra med en omloppsperiod av 3,422 år och en excentricitet på ca 0,36. Detta är en typ av dubbelstjärna där närvaron av en följeslagare avslöjats genom dess gravitationstörning av primärstjärnan. De enskilda stjärnorna har inte separerats med ett teleskop. Följeslagaren Delta Aquilae B är en mindre stjärna med en massa på ca 67 procent av solens massa och med en uppskattad radie på 61 procent av solens radie. Den kan vara en stjärna spektraltyp K.